# Teucholabis biarmillata
Teucholabis biarmillata là một loài ruồi trong họ Limoniidae. Chúng phân bố ở miền Australasia.